# Carta bomba

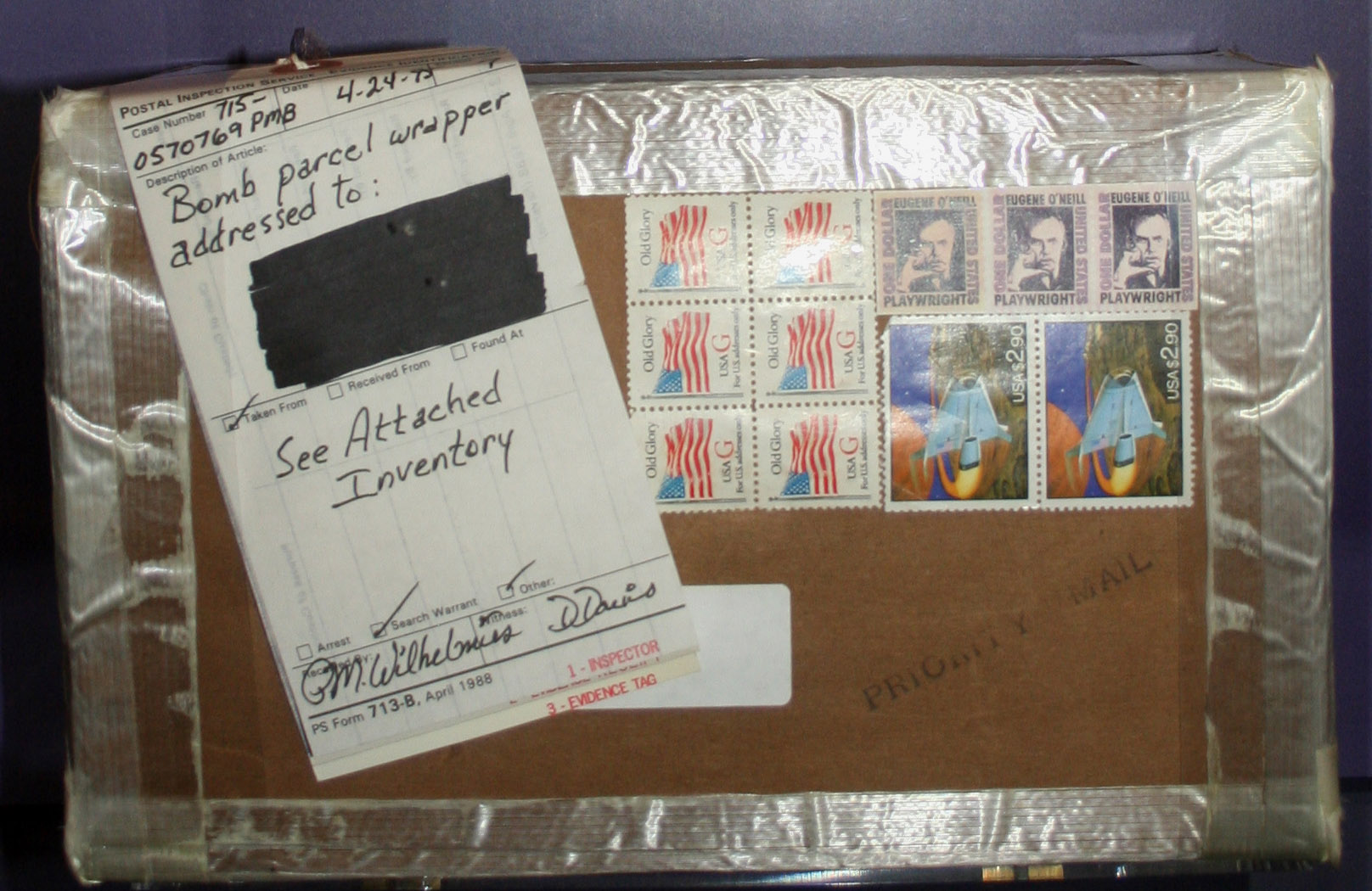
Paquet bomba conservat en el National Postal Museum de Washington, D. de C. (Estats Units).

Una carta bomba o paquet bomba és un sobre o paquet, respectivament, enviat per via postal o missatgeria que conté algun dispositiu que, en obrir-se, fa explosió, o allibera un element perillós
Sol ser el mitjà utilitzat per bandes i grups armats per atemptar contra persones o institucions.
Les primers cartes bombes foren enviades a principis del segle xx. Un dels primers casos famosos forou el 1915, quan el vicepresident dels Estats Units Thomas R. Marshall fou l'objectiu d'un intent d'assassinat per carta bomba. També ho van ser els atemptats del grup sionista Lehi a finals dels anys 40 del segle xx a Anglaterra. El grup, d'extrema dreta, i que s'anomenava a si mateix terrorista, envià el 1946 fins a 21 cartes bomba a destacats polítics i membres del gabinet britànic, entre les quals el primer ministre Clement Attlee, el secretari d'Exteriors, Ernest Bevin i el canceller de l'Exchequer Stafford, Cripps, així com el polític conservador Anthony Eden. La majoria de les bombes van ser interceptades, algunes van arribar als destinataris previstos però fallaren. El 1947 el mateix grup envià deiverses cartes bomba al president dels EUA Harry Truman, que foren interceptades.
En lloc de bombes, la carta o paquet pot contenir una arma biològica com en els atacs amb carboncle del 2001 als Estats Units. Un cas molt famós va ser el d'en Theodore Kaczynski, l' "Unabomber", que va matar a tres persones i en va ferir 23 en una sèrie de mailbombings als Estats Units des de finals de 1970 a principis de 1990.